# El viaje de Monalisa
El viaje de Monalisa es un documental chileno-estadounidense de 2019 dirigido por Nicole Costa —en su debut como directora— y escrito por Costa, Daniela Camino y Melisa Miranda. Se trata del viaje del artista transgénero Iván Monalisa Ojeda en su autoexilio en Nueva York donde trabajó como prostituta.

## Sinopsis
En 1995, el artista Iván Ojeda fue invitado a Nueva York para estudiar en el New Dramatists. Cuando todo termina, en lugar de regresar a Chile, decide cambiar su nombre a Iván Monalisa y trabajar como prostituta transgénero. 17 años después, Nicole Costa, su vieja amiga de la universidad y directora de esta película, llega a Nueva York para iniciar un viaje con Monalisa para comprender los motivos del autoexilio de Iván.

## Estreno
El viaje de Monalisa tuvo su estreno mundial el 10 de octubre de 2019 en el Festival Internacional de Cine de Valdivia y luego se proyectó el 7 de noviembre de 2019 en el festival Doc NYC. Tuvo su estreno digital el 11 de julio de 2020 en Vimeo, y casi un año después, el 11 de junio de 2021, se estrenó de forma limitada y gratuita en Ondamedia.

## Reconocimientos
| Año  | Premio / Festival                 | Categoría                             | Nominado             | Resultado | Ref.   |
| ---- | --------------------------------- | ------------------------------------- | -------------------- | --------- | ------ |
| 2019 | Zinegoak                          | Mejor Documental                      | El viaje de Monalisa | Ganadora  | [ 8 ]  |
| 2020 | Festival de Cine de Mujeres       | Premio Especial del Jurado            | El viaje de Monalisa | Ganadora  | [ 9 ]  |
| 2020 | Festival de Cine en Red           | Mención Márgenes                      | El viaje de Monalisa | Ganadora  | [ 10 ] |
| 2020 | Festival Docsbarcelona Valparaíso | Mejor Largometraje Nacional           | El viaje de Monalisa | Ganadora  | [ 11 ] |
| 2020 | Festival de Cine de La Serena     | Cine en Perspectiva - Mención Honrosa | El viaje de Monalisa | Ganadora  | [ 12 ] |
| 2020 | LesGaiCineMad                     | Mejor Documental                      | El viaje de Monalisa | Ganadora  | [ 13 ] |
| 2021 | Cinema Tropical                   | Mejor Película Latinx en EE.UU.       | El viaje de Monalisa | Ganadora  | [ 14 ] |